# Psacalium radulifolium
Psacalium radulifolium là một loài thực vật có hoa trong họ Cúc. Loài này được (Kunth) H.Rob. & Brettell miêu tả khoa học đầu tiên năm 1973.